# La Vendue-Mignot
La Vendue-Mignot é uma comuna francesa na região administrativa de Grande Leste, no departamento de Aube. Estende-se por uma área de 10,48 km². Em 2010 a comuna tinha 253 habitantes (densidade: 24,1 hab./km²).